# Zona Comum de Viagens
A Zona Comum de Viagens (ZCV; em inglês: Common Travel Area, CTA; em irlandês: Comhlimistéar Taistil, em galês: Ardal Deithio Gyffredin) é um espaço de fronteiras abertas que compreende o Reino Unido, a Irlanda, a Ilha de Man e as Ilhas do Canal. Os Territórios Ultramarinos Britânicos não estão incluídos. Com base em acordos que não são juridicamente vinculativos, as fronteiras internas da ZCV estão sujeitas a controlos mínimos e normalmente podem ser atravessadas por cidadãos britânicos e irlandeses com documentos de identidade mínimos (com algumas exceções). A manutenção da ZCV envolve a cooperação em questões de imigração entre as autoridades britânicas e irlandesas.
Em 2014, os governos britânico e irlandês iniciaram um sistema experimental de reconhecimento mútuo dos vistos um do outro para viagens dentro da ZCV. A partir de agosto de 2022, este sistema também se aplica aos nacionais chineses e indianos e é limitado a determinados tipos de visto. Cidadãos de outras nacionalidades e aqueles que possuem vistos não qualificados para este sistema são obrigados a possuir vistos separados para visitar cada um dos países e não se podem beneficiar de uma exceção de visto de trânsito (VT) caso desejem transitar entre o Reino Unido e a República da Irlanda.
Desde 1997, o Governo irlandês impôs verificações sistemáticas de identidade dos passageiros aéreos provenientes do Reino Unido, verificações seletivas dos passageiros marítimos e verificações ocasionais nas travessias terrestres.

## Verificações de identidade e imigração

### Ilhas do Canal
As verificações de imigração são realizadas pela Agência de Fronteiras de Guernsey e pelo Serviço de Imigração e Alfândega de Jersey aos passageiros que chegam às Ilhas do Canal apenas de fora da ZCV.

### República da Irlanda

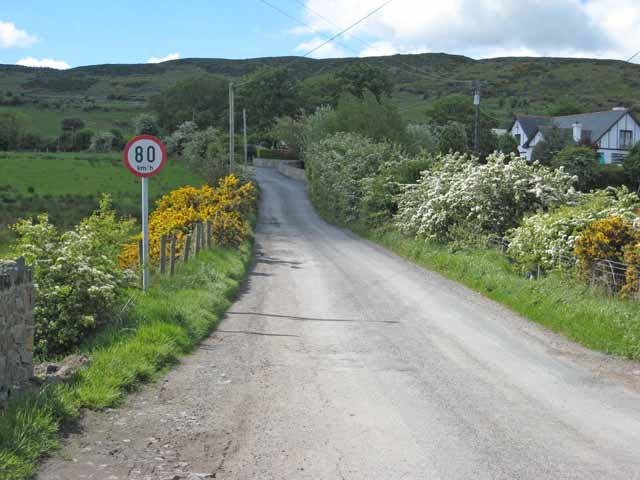
A fronteira em Killeen, Condado de Armagh, sinalizada apenas por um sinal de limite de velocidade em km/h.

Em 1997, a República da Irlanda alterou a sua legislação de imigração para permitir que os agentes de imigração e proteção de fronteiras verificassem (por exemplo, requerendo os seus documentos de identidade) os viajantes que chegassem ao país por via marítima ou aérea (de qualquer outra parte da ZCV) e que lhes recusassem a permissão para atracar ou aterrar no país caso não tivessem direito de entrar. Apesar de que formalmente isto se aplica apenas aos indivíduos que não são cidadãos irlandeses e britânicos, ambos estes grupos estão abrangidos, porque podem ser obrigados a apresentar documentos de identidade para provar que têm direito aos acordos da ZCV. Os controlos dirigidos a alvos são executados ao longo da fronteira terrestre no que é designado por "operações guiadas pela inteligência". Os passageiros aéreos que chegam aos aeroportos irlandeses provenientes de outras partes da ZCV já não são canalizados separadamente dos que chegam de fora da ZCV. Consequentemente, todos os passageiros marítimos e aéreos devem passar por verificações de imigração irlandesas administradas pela Unidade Nacional de Imigração da Polícia (Garda National Immigration Bureau, GNIB). Apesar dos cidadãos britânicos não serem obrigados a possuir um documento de viagem válido como condição de entrada, podem ser obrigados a fornecer comprovativos às autoridades policiais quanto à sua nacionalidade.

A natureza dos controlos irlandeses foi descrita por um juiz do Supremo Tribunal de Justiça irlandês, o juiz Gerard Hogan, nos seguintes termos:
"O resultado prático disto é que todas as pessoas que chegam de avião do Reino Unido enfrentam controlos de imigração irlandeses. Apesar de, em teoria, tanto os cidadãos irlandeses quanto os britânicos tenham o direito de chegar aqui livres dos controlos de imigração em virtude da Zona Comum de Viagens, cada vez mais, na prática, estes passageiros que chegam de avião do Reino Unido são obrigados a apresentar os seus passaportes (ou, pelo menos, alguma outra forma de documento de identidade aceitável) para provar aos agentes de imigração e proteção de fronteiras que eles são cidadãos irlandeses ou britânicos aptos a beneficiar da Zona Comum de Viagens."
Em 2012, foi criado um projeto piloto para usar funcionários civis do Departamento de Imigração do Serviço Irlandês de Naturalização e Imigração (Irish Naturalisation and Immigration Service, INIS) para trabalhar com funcionários da Unidade Nacional de Imigração da Polícia (Garda National Immigration Bureau, GNIB) nos controlos da imigração no Aeroporto de Dublin. O pessoal do INIS seria responsável por realizar todas as tarefas "no interior da cabina" (incluindo a verificação aos passageiros que chegam), mas não participaria em nenhum assunto relacionado à coibição, detenção ou prisão.

#### Trânsito sem visto para portadores de visto biométrico irlandês
Os requisitos de visto britânicos publicados em julho de 2019 permitem que certos viajantes transitem sem visto "no lado terra" ("landside") (por exemplo, aqueles que precisam ou desejam podem passar pela fronteira britânica e entrar no Reino Unido). Para isso, devem chegar e partir de avião, ter um voo confirmado que saia antes das 23h59 do dia seguinte e ter os documentos corretos para o seu destino (por exemplo, um visto para este país, se necessário).
Em geral, os cidadãos de todos os países precisam de um visto para transitar "no lado terra" ("landside"), a menos que possuam um visto biométrico irlandês válido, endossado com BC ou BC BIVS, e estejam a viajar para a República da Irlanda. Portanto, o titular de um visto irlandês biométrico não precisa de um visto britânico separado se estiver em trânsito pela fronteira britânica a caminho da República da Irlanda.

### Ilha de Man
O Governo da Ilha de Man relatou que "o controlo da imigração à entrada raramente é realizado na Ilha de Man, porque há muito poucos serviços de transporte a entrarem na Ilha de Man de fora da ZCV". O único serviço aéreo entre a Ilha de Man e um aeroporto fora da Zona Comum de Viagens é com Genebra, na Suíça.
A Ilha de Man é considerada parte do Reino Unido para fins alfandegários e, portanto, não há verificações alfandegárias de rotina para os viajantes que chegam do Reino Unido.

### Reino Unido
A Força de Fronteira (Border Force) do Reino Unido não realiza verificações de rotina de imigração aos viajantes (independentemente da sua nacionalidade) que chegam ao Reino Unido de outra parte da ZCV. No entanto, como as Ilhas do Canal têm um estatuto (status) de isenção de IVA, a Força de Fronteira (Border Force) do Reino Unido realiza verificações alfandegárias seletivas aos viajantes que chegam destes territórios da ZCV.

#### Viajar dentro do Reino Unido
Durante os Conflitos na Irlanda do Norte (The Troubles), a Secção 8 da Lei de Prevenção do Terrorismo (Disposições Temporárias) de 1974 forneceu poderes temporários para examinar as pessoas que viajavam entre a Irlanda do Norte e a Grã-Bretanha. O Anexo 7 da Lei do Terrorismo de 2000 prevê poderes semelhantes e permanece em vigor.
De acordo com o Ministério do Interior (Home Office), no que diz respeito à base legal para triagem de identidade e verificações de imigração nos aeroportos e portos marítimos, conforme realizado em passageiros que viajam entre a Irlanda do Norte e a Grã-Bretanha, os "Agentes de Imigração podem prender sem mandado qualquer pessoa sobre a qual tenham motivos razoáveis para suspeitar que cometeu um delito de imigração e/ou pode ser responsabilizada por instruções de remoção." A Seção 31.19.3 das Instruções e Orientações de Execução (parte da orientação operacional dos vistos e imigração), relativa à jurisprudência do caso Baljinder Singh v. Hammond, refere que "qualquer questionamento deve ser consensual. O poder de verificar previsto no parágrafo n.º 2 não inclui o poder de obrigar alguém a parar ou de exigir que alguém cumpra esta verificação. Se um indivíduo tentar exercer o seu direito de não responder a perguntas e sair, não há poder para prender esse indivíduo apenas por mera suspeita de ter cometido um delito de imigração, sendo necessário possuir provas de tal delito. Contudo, para obter estas provas todos os agentes dispõem do poder de executar, a qualquer momento, revistas pessoais e conduzir investigações exaustivas ao suspeito em causa.
Como na maioria dos países, as companhias aéreas podem exigir uma identificação com fotografia (por exemplo, passaporte ou documento de identidade) para voos internos entre destinos dentro do Reino Unido.
Por causa do Protocolo sobre a Irlanda do Norte como resultado do Brexit, a verificação alfandegária é realizada para os movimentos entre a Grã-Bretanha e a Irlanda do Norte.

## Ausência de um sistema comum de vistos
Em outubro de 2014, os Governos britânico e irlandês assinaram um memorando de entendimento abrindo caminho para vistos mutuamente reconhecidos que permitam aos visitantes viajar para a Grã-Bretanha e a Irlanda com um único visto. Os nacionais chineses e indianos foram os primeiros e, a partir de 2018, as únicas nacionalidades a obter o benefício deste regime. Foi proposta uma revisão do regime em 2015 com vista a alargá-lo a todos os outros países até ao final desse ano, mas tal revisão não ocorreu e o regime não foi alargado a outras nacionalidades. O regime vigora em paralelo com o Programa Irlandês de Isenção de Vistos, que dispensa a exigência de visto para os nacionais de certos países se possuírem vistos britânicos válidos de curta duração e entrarem na República da Irlanda diretamente a partir do Reino Unido.
Embora a ZCV tenha, durante a maior parte da sua história, envolvido uma fronteira aberta ou relativamente aberta, desde a Segunda Guerra Mundial isto não significa que alguém que entrou legalmente numa parte da ZCV tenha automaticamente o direito de entrar noutra parte. Ao contrário do Espaço Schengen, a ZCV atualmente não fornece nenhum mecanismo para o reconhecimento mútuo de permissões (autorizações) de entrada e residência, e o Reino Unido e a República da Irlanda operam sistemas de vistos separados com requisitos de entrada distintos. Em geral, um visto britânico não permitirá a entrada na República da Irlanda nem vice-versa.
As Ilhas do Canal e a Ilha de Man permitem a entrada de portadores de vistos britânicos (com algumas exceções). As autoridades de imigração do Bailiado de Guernsey e do Bailiado de Jersey verificam rotineiramente os nacionais de fora do Espaço Económico Europeu (EEE) que procuram entrar no Reino Unido para garantir que tenham permissões (autorizações) britânicas válidas.
Em julho de 2011, a República da Irlanda introduziu um programa piloto limitado de isenção de vistos, segundo o qual a exigência normal de certas nacionalidades de possuir um visto irlandês é dispensada para os indivíduos que visitam o Reino Unido e que possuam vistos britânicos válidos.

## Liberdade de circulação
Os cidadãos britânicos e irlandeses desfrutaram do direito de viver nos países uns dos outros sob a legislação da União Europeia, mas mesmo após o Brexit, as disposições que se lhes aplicam a são geralmente mais abrangentes do que aquelas que se aplicam a outros cidadãos do Espaço Económico Europeu (EEE). A partir de fevereiro de 2020, a entrada na Zona Comum de Viagens por cidadãos de países terceiros é controlada por agentes de imigração britânicos ou irlandeses de acordo com o ponto de entrada.

### Cidadãos britânicos na República da Irlanda
De acordo com a legislação irlandesa, todos os cidadãos britânicos – incluindo o povo Manx (da Ilha de Man) e os habitantes das Ilhas do Canal, que não tinham o direito de aproveitar as disposições da liberdade de circulação da União Europeia – estão isentos do controlo de imigração e imunes à deportação. Eles têm o direito de viver na República da Irlanda sem quaisquer restrições ou condições. Eles, com exceções limitadas, nunca foram tratados como estrangeiros sob a lei irlandesa, nunca tendo estado sujeitos à Lei dos Estrangeiros de 1935 ou a quaisquer ordens emanadas sob essa Lei. Os cidadãos britânicos podem, assim, se mudar para a Irlanda para viver, trabalhar ou se aposentar e, ao contrário dos outros cidadãos da UE, não são obrigados a demonstrar ter recursos (meios de subsistência) suficientes ou ter um seguro de saúde ou dispor de um plano de previdência caso venham residir após se aposentarem. Isto deve-se ao fato de que os cidadãos britânicos também têm o direito de usar os serviços públicos irlandeses da mesma forma que os cidadãos irlandeses na República da Irlanda.

### Cidadãos irlandeses no Reino Unido
De acordo com a lei britânica, os cidadãos irlandeses têm o direito de entrar e viver no Reino Unido sem quaisquer restrições ou condições. Também têm direito a votar, trabalhar, estudar e ter acesso a serviços sociais e de saúde.
Antes de 1949, todos os cidadãos irlandeses eram considerados sob a lei britânica como súbditos britânicos.
Após a República da Irlanda se ter autodeclarado uma república naquele ano, uma lei britânica consequente concedeu aos cidadãos irlandeses um estatuto (status) semelhante aos cidadãos da Commonwealth no Reino Unido, apesar de terem deixado de o ser. Assim, tal como os cidadãos britânicos na República da Irlanda, os cidadãos irlandeses no Reino Unido nunca foram tratados como estrangeiros.
Os cidadãos irlandeses, no entanto, tal como os cidadãos da Commonwealth, estão sujeitos ao controlo de imigração na Grã-Bretanha desde a promulgação da Lei de Imigrantes da Commonwealth (Commonwealth Immigrants Act) de 1962. Ao contrário dos cidadãos da Commonwealth, os cidadãos irlandeses geralmente não estão sujeitos ao controlo de entrada no Reino Unido e, no caso de se mudarem para o Reino Unido, são considerados como tendo "estatuto estabelecido" ("settled status"), que é um estatuto que vai para além da licença indefinida de residência. Os cidadãos irlandeses podem estar sujeitos à deportação do Reino Unido da mesma forma que os outros cidadãos do Espaço Económico Europeu (EEE). Na prática, porém, isto é extremamente difícil e ocorre apenas em circunstâncias excecionais.
Em fevereiro de 2007, o governo britânico anunciou que um procedimento especialmente brando se aplicaria à deportação de cidadãos irlandeses em comparação com o procedimento para outros cidadãos do Espaço Económico Europeu (EEE). Como resultado, os cidadãos irlandeses não são rotineiramente considerados para deportação do Reino Unido quando são libertados da prisão. A abordagem do governo para a deportação de cidadãos irlandeses desde 2007 é apenas deportar cidadãos irlandeses quando recomendado por um Tribunal em sentença ou em circunstâncias excecionais onde a deportação é de interesse público.

### Outros cidadãos do Espaço Económico Europeu (EEE)
Os cidadãos dos estados-membros do Espaço Económico Europeu (EEE) que não sejam cidadãos britânicos e irlandeses têm o direito de entrar e residir livremente na República da Irlanda sob a legislação da União Europeia (e tinham o mesmo direito no Reino Unido enquanto este último era membro da UE). Eles são obrigados a portar um documento de viagem válido, um passaporte ou um cartão de identidade nacional, para entrar na ZCV e para viajar entre a Irlanda e o Reino Unido.
Mas os planos para a Autorização Eletrónica de Viagem do Reino Unido (ETA) reduziriam o direito de viajar na Zona Comum de Viagens para os cidadãos não-irlandeses da UE. Por isso mesmo, esta decisão foi revertida para os cidadãos não-irlandeses da UE. Os residentes legais na República da Irlanda que normalmente não precisariam de um visto do Reino Unido estariam isentos de solicitar uma Autorização Eletrónica de Viagem do Reino Unido (ETA) caso tenham chegado à Irlanda do Norte vindos da Zona Comum de Viagens.

## Direitos dos cidadãos
Os direitos dos cidadãos são muito semelhantes aos direitos de que disporiam caso fossem cidadãos naturais daquele país, a única diferença real é que os cidadãos irlandeses residentes na Grã-Bretanha não recebem um passaporte britânico e os cidadãos britânicos residentes na Irlanda não recebem um passaporte irlandês.

### Trabalhar
Os cidadãos britânicos ou irlandeses podem trabalhar em qualquer país, inclusive por conta própria, sem a necessidade de qualquer permissão (autorização) de residência das autoridades.
Em suporte a isto, o Governo britânico está empenhado em garantir que, agora que o Reino Unido deixou a UE, continuem a existir disposições adequadas e abrangentes para o reconhecimento das qualificações de Formação Profissional (FP) obtidas na Irlanda. O Governo irlandês também se comprometeu a trabalhar para garantir o fornecimento de acordos com o Reino Unido para reconhecer as qualificações de Formação Profissional (FP).

### Educação
Os cidadãos britânicos e irlandeses têm o direito de aceder a todos os níveis de educação em qualquer estado, em termos não menos favoráveis do que aqueles disponíveis para os cidadãos daquele estado. Ambos os governos se comprometeram a tomar medidas para garantir que isso continua agora que o Reino Unido deixou a UE.
Ambos os governos também se comprometeram a tomar medidas para garantir que os cidadãos britânicos e irlandeses que procuram educação continuada (ao longo da vida) e superior no outro estado continuem a ter o direito de se qualificar para os empréstimos estudantis e os apoio sob os regimes aplicáveis e em condições de elegibilidade.

### Benefícios de Segurança Social
Os cidadãos britânicos ou irlandeses que residam ou trabalhem no estado do outro, que trabalhem em ambos os estados ou que trabalhem para além da fronteira estão sujeitos à legislação de Segurança Social de apenas um estado de cada vez. Podem aceder aos benefícios e direitos da previdência social, incluindo pensões, de qualquer estado em que estejam sujeitos à legislação previdenciária, independentemente de onde residam.
Ao trabalhar na ZCV, os trabalhadores pagam as suas contribuições para o regime de Segurança Social do estado onde o empregador está “sedeado para fins tributários” (empresas multinacionais podem ter tal sede em cada estado). Têm direito, quando noutro Estado, aos mesmos direitos previdenciários e estão sujeitos às mesmas obrigações que os cidadãos desse Estado.
Os trabalhadores também têm o direito de aceder aos benefícios da Segurança Social da mesma forma que os cidadãos do estado em que trabalham. Os Governos britânico e irlandês concluíram um acordo bilateral para garantir que estes direitos continuem a ser protegidos agora que o Reino Unido deixou a UE.

### Assistência sanitária
Os cidadãos britânicos e irlandeses têm o direito de acesso à saúde em qualquer estado. Durante uma visita a outro estado, eles também têm o direito de aceder aos cuidados de saúde que sejam indispensáveis durante a sua estadia. Ambos os governos se comprometeram a tomar medidas para garantir que isso continue agora que o Reino Unido deixou a UE.

### Apoio à habitação social
Os cidadãos britânicos ou irlandeses residentes no outro estado têm o direito de acesso à habitação social, incluindo habitação assistida e assistência aos sem-abrigo, na mesma base que os cidadãos desse estado. Ambos os governos se comprometeram a tomar medidas para garantir que isso continue agora que o Reino Unido deixou a UE.

### Direito ao voto
Os cidadãos britânicos ou irlandeses que vivem no outro estado têm o direito de se registar para votar junto às autoridades relevantes para as eleições parlamentares locais e nacionais naquele estado da mesma forma que os cidadãos desse estado. Ao atingir a idade de votar, eles têm o direito de votar nessas eleições da mesma forma que os cidadãos desse estado. Ambos os governos se comprometeram a garantir que esses acordos continuem agora que o Reino Unido deixou a UE.

## Espaço Schengen
Em 1985, cinco estados-membros da então Comunidade Económica Europeia (CEE) assinaram o Acordo de Schengen sobre a supressão gradual dos controlos de fronteira entre eles. Este tratado e a Convenção de Aplicação de Schengen de 1990 abriram caminho para a criação do Espaço Schengen, que foi implementado em 1995 e, em 1997, todos os estados-membros da União Europeia, exceto o Reino Unido e a República da Irlanda, assinaram o acordo. O Tratado de Amsterdão, elaborado naquele ano, incorporou o Acquis de Schengen à legislação da UE, ao mesmo tempo que deu à República da Irlanda e ao Reino Unido uma opção de não participação, permitindo-lhes manter os controlos sistemáticos de passaporte e imigração nas suas fronteiras. A redação do tratado faz com que a opção da República da Irlanda de eliminar os controlos de fronteira esteja condicionada à manutenção da Zona Comum de Viagens. Uma razão importante para o Acordo de Schengen foi facilitar o deslocamento diário dos trabalhadores fronteiriços como parte da livre circulação dos trabalhadores. O Reino Unido e a República da Irlanda têm uma fronteira terrestre curta, que é apenas para parte do Reino Unido, tornando este motivo menos importante para eles.
O Governo britânico sempre se recusou a reduzir os seus controlos de fronteira, pois acredita que o estatuto (status) de ilha da Zona Comum de Viagens coloca o Reino Unido numa posição melhor para impor os indispensáveis controlos apertados de imigração do que os países da Europa continental com "fronteiras terrestres extensas e permeáveis". Apesar de não assinar o Acordo de Schengen, a República da Irlanda sempre pareceu mais favorável à adesão, mas não o fez para manter a ZCV e a sua fronteira aberta com a Irlanda do Norte, apesar de em 1997 a Irlanda ter alterado a sua Lei de Estrangeiros para permitir controlos de identidade e imigração nas chegadas provenientes do Reino Unido.

## Requisitos de identificação
A maioria dos operadores de transporte permite que os passageiros viajem dentro da Zona Comum de Viagens sem passaporte, embora seja necessária uma identificação com fotografia para os cidadãos irlandeses ou britânicos que viajam de avião. Em 2014, um projeto de lei de um membro privado (private member's bill) foi apresentado ao Oireachtas (parlamento da República da Irlanda) que propunha proibir os operadores de transporte de exigir a apresentação de um passaporte para viajar dentro da Zona Comum de Viagens, mas não foi aprovado. O Governo irlandês em outubro de 2015 começou a emitir cartões de passaporte (passport cards), que têm o mesmo tamanho dos cartões de identidade nacionais dos outros países da UE e são aceites por todos os operadores de transporte, mas a emissão de um cartão de passaporte exige que o titular já tenha um livro de passaporte convencional.